# ヘラヤガラ科
ヘラヤガラ科（学名：Aulostomidae）は、トゲウオ目に所属する魚類の分類群の一つ。ヘラヤガラ属のみが含まれ、ヘラヤガラなど1属3種が記載される。科名の由来は、ギリシア語の「aulos（フルート）」と「stoma（口）」から。
その構造から、英語圏ではトランペット・フィッシュと呼ばれる。また、ヤガラは弓矢の矢の幹の部分（矢柄）から来ている。

## 分布・生態

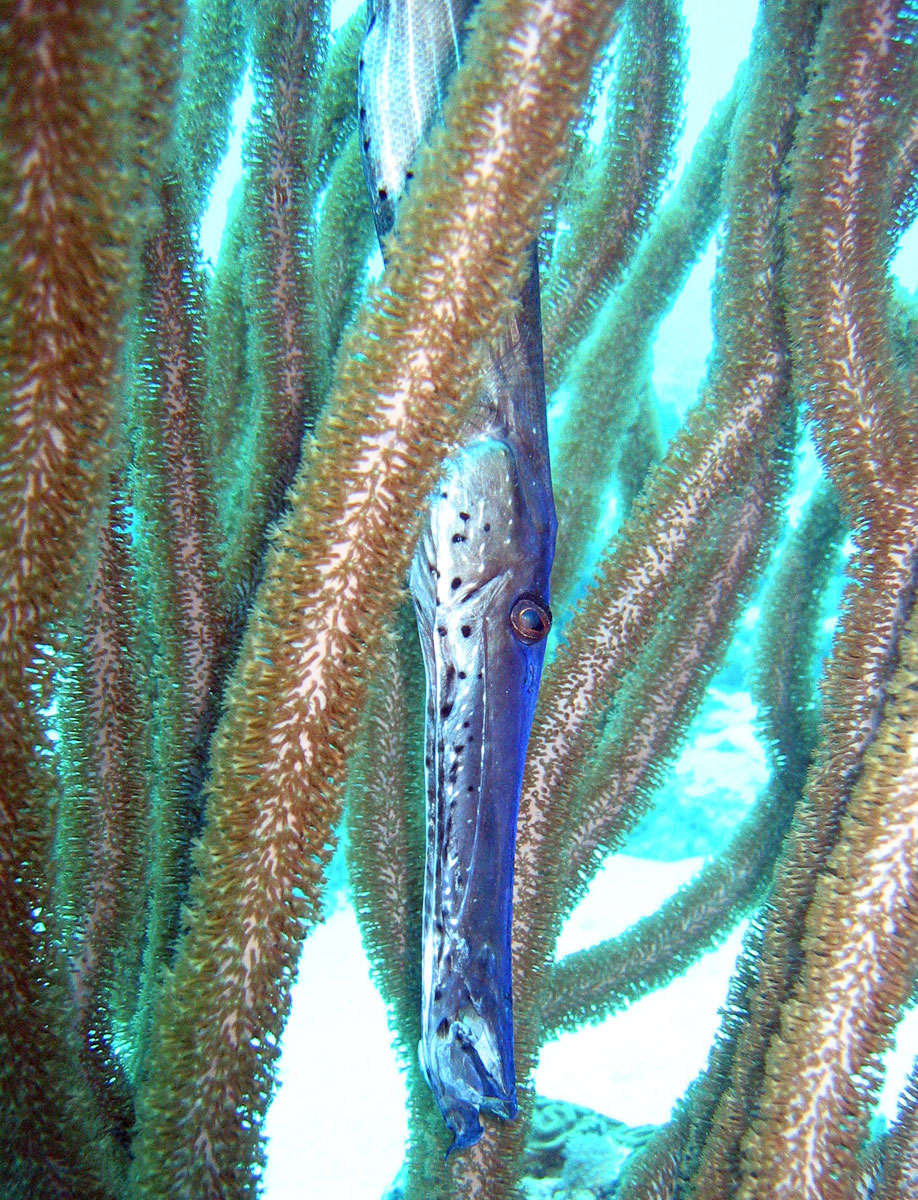
ヘラヤガラ属の1種（Aulostomus maculatus）。ヤギ類の間で倒立する姿。擬態の一種と考えられている

ヘラヤガラ科の魚類はすべて海水魚で、インド太平洋から大西洋にかけての熱帯域に広く分布する。温暖な海のサンゴ礁や岩礁域に生息し、小魚や甲殻類を主に捕食する。他の中-大型魚類に寄り添って泳ぐ習性が知られるほか、斜め向きあるいは逆さまといった特異な姿勢のまま漂う姿がしばしば観察される。魚に寄り添う行動（shadowing、riding、aligning、shadow-stalking）によって、獲物から身を隠して捕食する。体色は個体差が大きく、海藻などに擬態して変化させることもできる。
仔魚は浮遊性で成長には時間がかかり、稚魚期を終えるまで100日を超えることもある。長期に及ぶ浮遊生活は本科魚類の分布拡大に貢献しているとみられ、インド太平洋のヘラヤガラ Aulostomus chinensis、東部大西洋の A. strigosus、西部大西洋の A. maculatus はそれぞれの海域で広域分布種となっている。
分子生物学的解析によれば、大西洋の2種はパナマ地峡が閉じられた350万年前と、ベンゲラ海流によってインド洋との交流が遮られた250万年前にそれぞれインド太平洋の祖先と分岐した可能性が指摘されている。

## 形態
ヘラヤガラ科の仲間は左右に平たく側扁した細長い体型をもち、最大で全長80cmほどに成長する。吻は筒状に伸び、下顎の先端には肉質のヒゲが存在する。肛門は腹鰭よりもかなり後方に位置する。体側は鱗（櫛鱗）に覆われ、側線はよく発達する。
背鰭は鰭膜を欠いて独立した8-12本の棘条と、22-27本の軟条で構成される。臀鰭は23-28軟条で、尾鰭後縁は円みを帯びる。椎骨は59-64個で、前方の4個は著しく大きくなる。
近縁のヤガラ科は本科とよく似た細長い体をもつが、口ヒゲおよび背鰭棘条をもたないこと、尾鰭が二又に分かれること、肛門は腹鰭のすぐ後ろに位置するなどの形態学的差異によって鑑別される。
本科魚類の細長い体型は、待ち伏せ型の狩りに適応したものである。同じような体型を持つ魚類と比較すると、他の科では腹椎の数を増加させることで細長い体型となっているのに対し、本科魚類は尾椎の数を増加させている。この特徴は非常に珍しいもので、本科以外には化石魚類のサウリクティス目でしか見られない。

## 分類
ヘラヤガラ科にはNelson（2016）の体系において1属3種が認められている。ヤガラ科とともにヘラヤガラ上科を構成し、前半の4つの椎骨が伸長・癒合するという共通の特徴を有する（ヨウジウオ上科は3個、ヘコアユ上科では5-6個）。

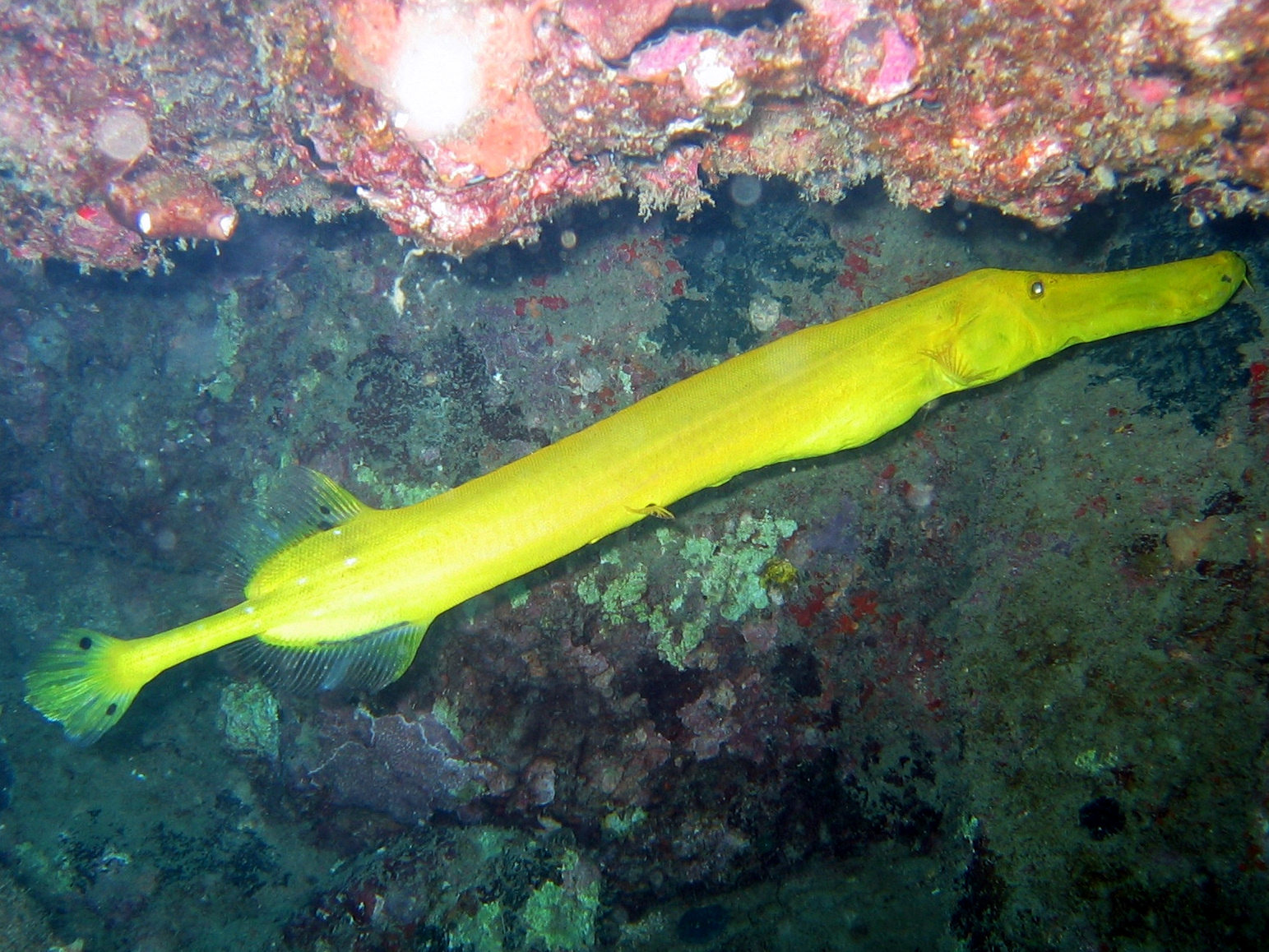
ヘラヤガラ（Aulostomus chinensis）。日本近海から知られる唯一のヘラヤガラ科魚類で、太平洋からインド洋にかけて広範囲に分布する

- ヘラヤガラ属 Aulostomus Lacépède, 1803
  - ヘラヤガラ Aulostomus chinensis (Linnaeus, 1766) (Chinese trumpetfish)
  - Aulostomus maculatus (Valenciennes, 1841) (Trumpetfish)
  - Aulostomus strigosus (Wheeler, 1955) (Atlantic trumpetfish)

化石記録としては、ドイツのFrauenweiler（漸新世）から産出したFrauenweilerstomus synarcualisなどがある。

## 利用
超高級魚で食べるとおいしい。